# Marielle
Marielle [ma.ʁjɛl] ist ein weiblicher Vorname, der auch als Familienname vorkommt.

## Herkunft und Bedeutung
Bei Marielle handelt es sich um ein französisches Diminutiv von Marie.

## Verbreitung
Von 1936 bis 1996 zählte der Vorname Marielle zu den 500 meistgewählten Mädchennamen in Frankreich. Besonders häufig wurde er in den 1960er Jahren vergeben, von 1964 bis 1969 gehörte er zu den Top-100 und erreichte als höchste Platzierung Rang 65 im Jahr 1964.
In Deutschland wird der Name nur selten vergeben. Im Jahr 2021 belegte er nur Rang 485 der Vornamenscharts.

## Varianten
Die niederländische Variante des Namens lautet Mariëlle.
Für weitere Varianten: siehe Maria#Varianten

## Namensträger

### Vorname
- Marielle Berger Sabbatel (* 1990), französische Freestyle-Skiläuferin
- Marielle Bohm (* 1981), deutsche Handballspielerin
- Marielle Breton (* 1965), französische Fußballspielerin
- Marielle Stephanie Fatule Baez (* 1987), dominikanische Sängerin, Komponistin und Schauspielerin
- Marielle Franco (1979–2018), brasilianische Politikerin und Menschenrechtlerin
- Marielle Gallo (* 1949), französische Politikerin
- Marielle Goitschel (* 1945), französische Skirennläuferin
- Marielle Hall (* 1992), US-amerikanische Leichtathletin
- Marielle Heller (* 1979), US-amerikanische Schauspielerin, Drehbuchautorin und Regisseurin
- Marielle Jaffe (* 1989), US-amerikanische Schauspielerin und Model
- Mariëlle Koeman (* 1966), niederländische Jazz- und Weltmusiksängerin
- Marielle Kleemeier (* 1996), estnische Sprinterin und Hürdenläuferin
- Marielle Labèque (* 1952), französische Pianistin
- Marielle Martinsen (* 1995), norwegische Handballspielerin
- Marielle Molander (* 1990), schwedische Biathletin
- Marielle de Sarnez (1951–2021), französische Politikerin
- Marielle Stamm (* 1945), französischsprachige Schweizer Journalistin und Schriftstellerin
- Marielle Thompson (* 1992), kanadische Freestyle-Skierin
- Marielle Warin (* 1941), französische Fotografin und Filmemacherin

### Familienname
- Jean-Pierre Marielle (1932–2019), französischer Schauspieler